# Aszód
Aszód város Pest vármegyében, az Aszódi járás székhelye és második legnépesebb települése Tura után.

## Nevének eredete
Neve a középkorban Aza, Aszó, Azow, Azzow, a török időkben Azzoo, Aszód alakban fordul elő. A településnév etimológiája a 'száraz völgy', 'időszakos vízfolyás' jelentésű 'aszó' főnévre vezethető vissza, melyhez a -d helynévképző járult.

## Fekvése
Aszód a Galga-patak völgyében, Gödöllőtől 14, Hatvantól 16 km-re fekszik. Tengerszint feletti magassága: 120-250 m. 
Magyarország kistájainak katasztere szerint az Észak-magyarországi-középhegység nagytáj Cserhát-vidék középtájhoz tartozik, azon belül a Nógrád és Pest vármegye területén elhelyezkedő Galga-völgy kistáj része. 
A közvetlenül határos települései: észak felől Kálló, északkelet felől Kartal, délkelet felől Hévízgyörk, dél felől Bag, nyugat felől Domony, északnyugat felől pedig Iklad.

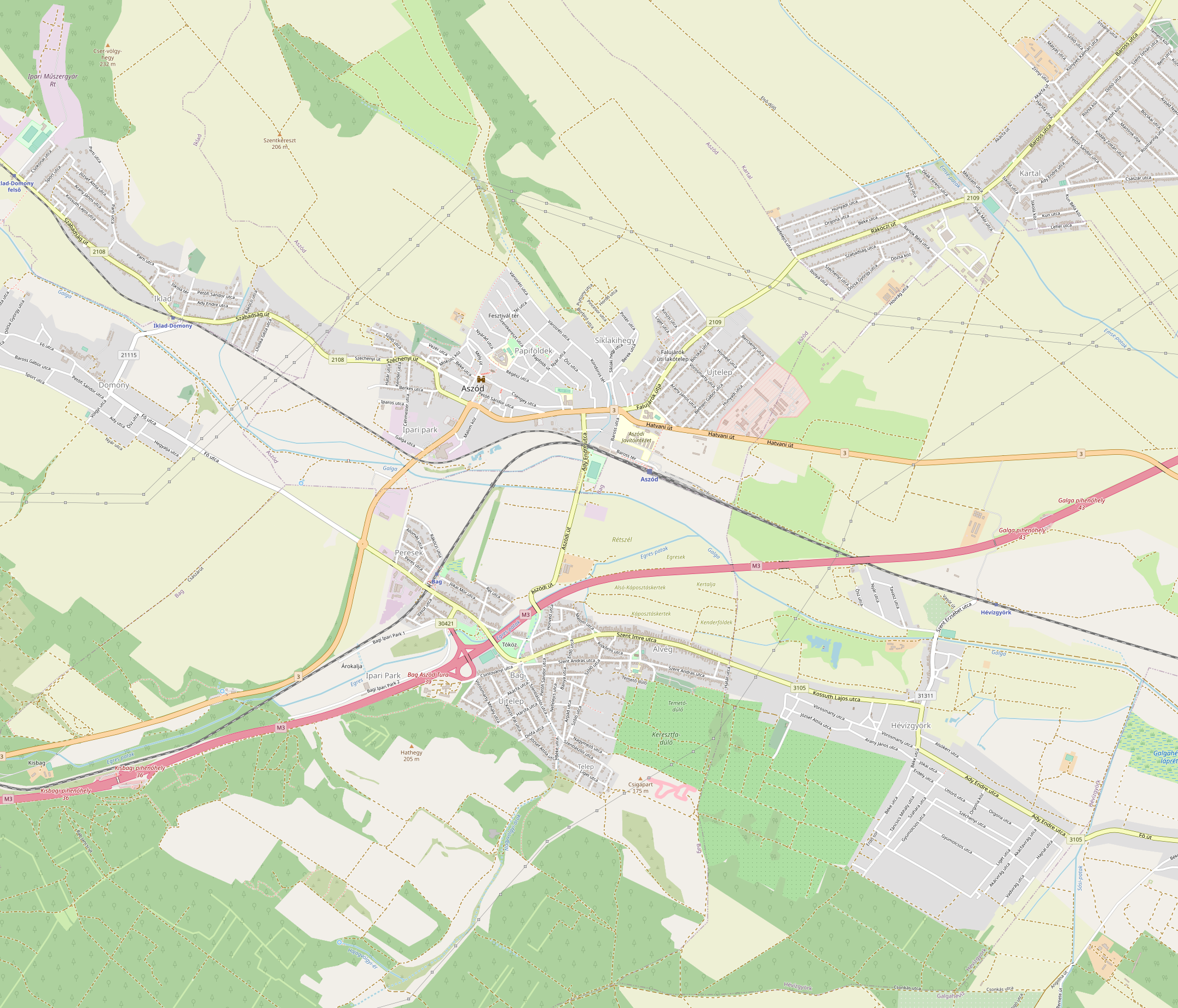
Aszód és környékének térképe

### Megközelítése
A település közlekedési csomópont, amit már a török időkben átszelt a Kassára, s onnan Galíciába vezető országút, mely a postakocsi járatok megindulásával a 9-es számot kapta. 1769-ben Grassalkovich Antal áthelyeztette ugyan az út nyomvonalát saját birtokára, Bagra, de 1848-ban újra Aszódon haladt át a forgalom. A ma már 3-as számmal jelölt főútvonal azóta is a város fő közlekedési ütőere, amihez itt csatlakoznak a 2108-as Acsa-Galgamácsa-Iklad és a 2109-es Verseg-Kartal irányából érkező alsóbbrendű utak. A város az M3-as autópályáról a bagi csomópont felől közelíthető meg.
A hazai vasútvonalak közül a MÁV 80-as számú Budapest–Sátoraljaújhely-vasútvonal, a 77-es számú Aszód–Vácrátót-vasútvonal és a 78-as számú Aszód–Balassagyarmat–Ipolytarnóc-vasútvonal érinti, melyeknek egy közös megállójuk van itt. Aszód vasútállomás a belterület délkeleti szélén helyezkedik el, közúti elérését a 3-as főút és a 2109-es út körforgalmából délnek kiágazó 31 309-es számú mellékút teszi lehetővé.

## Története
Területe az őskor óta lakott: az ásatások bizonysága szerint a neolitikumban i. e. 3500 táján mintegy 400 évig folyamatosan lakott hely volt. Közelében, a Galga mentén bronzkori és vaskori településeket is feltártak. A népvándorlás elején a különböző germán és szarmata népek (főleg a kvádok, illetve a jazigok) határterülete volt; hun, gepida, illetve avar leletek még nem kerültek elő. A honfoglalás idején kapta nevét az Aszóddal szomszédos Kartal község és a környék sok más pontja.
Határában a 13. században a Szent Keresztnek szentelt premontrei monostort építettek, és a rendház köré kisebb település szerveződött (ez a 17. század végéig állt fenn). Magát Aszódot az oklevelek 1401-ben említik először Aza néven, bár feltételezik, hogy már I. István idején lakott hely volt. A török hódoltság idején elnéptelenedett, de a 18. században újra betelepítették. Az új lakosok különféle helyekről érkeztek:
Bádenből és Württembergből német iparosok,
a Felvidékről Aszódra beházasodó Podmaniczky Jánost követő evangélikus parasztok,
Cseh- és Morvaországból jiddisül beszélő zsidók.
A Podmaniczky család birtokai központjává tette a „Galgamente fővárosát” és töretlenül megőrizte a vallásbékét. A fejlődés eredményeként Aszód 1761-ben mezőváros címet kapott, a Podmaniczkyak pedig 1782-ben báróságot.
A város gimnáziumában tanult 1760 és 1764 közt Hajnóczy József, a magyar jakobinus mozgalom egyik vezetője.
Petőfi Sándor szülei, Petrovics István és Hruz Mária 1818. szeptember 15-én itt kötöttek házasságot. Petőfi 1835 szeptemberétől 1838 júniusáig volt a gimnázium tanulója Koren István, Domonyban született tanár keze alatt – ő Petőfi kamaszkorának meghatározó személyisége. A későbbi költőóriás Neumann Istvánnénál, egy kelmefestő özvegyénél lakott. Itt írta az évzáró ünnepélyre a „Búcsúzás” című versét. Aszódi diákemlékeiről az Úti emlékekben emlékezik meg abból az alkalomból, hogy 1845 áprilisában, felvidéki útjára indulva a Pest–eperjesi postakocsin átutazott a helységen.
Jósika Miklós 1847 tavaszán a Podmaniczky-birtokon kötött házasságot második feleségével, a nála huszonnyolc évvel fiatalabb Podmaniczky Júliával.
Jelentős ipari központ szerepét mutatja, hogy a kiegyezés után téglagyár, nyomda, kocsigyártó műhely, repülőgépgyár (a Lloyd gyár a Monarchia harmadik legnagyobb repülőgyára volt) és több bank is volt a településen. 1884-ben Közép-Európában elsőként nyitottak itt javító-nevelő fiúintézetet.
A 20. század legelején ökumenikus templomot építettek az aszódi Magyar Királyi Javító Intézetben. Az új, neogót stílusú, három hajós templomot a katolikusok Jézus Legszentebb Szíve tiszteletére szentelték fel 1906. június 20-án. 1950-ig miséztek itt a katolikusok, tartották istentiszteleteiket a protestánsok és zsidók. Ezeken a szertartásokon nemcsak a növendékek és az intézet alkalmazottai vettek részt, hanem a környéken lakó hívek is. 1960-ban a már korábban használaton kívül helyezett templomot lebontották; tégláiból építették fel a szakorvosi rendelőt.
A holokauszt megsemmisítette az aszódi zsidó közösséget: mintegy kétszázan pusztultak el a haláltáborokban.
Aszód 1912-től 1965-ig az Aszódi járás székhelye volt, 1991-ben várossá nyilvánították.

## Politika

### Polgármesterei
- 1990–1994: Bagyin József (független)[5]
- 1994–1998: Bagyin József (független)[6]
- 1998–2002: Bagyin József (független)[7]
- 2002–2006: Bagyin József (független)[8]
- 2006–2008: Búzás János (független)[9]
- 2008–2010: Sztán István (független)[10]
- 2010–2014: Sztán István (független)[11]
- 2014–2019: Sztán István (független)[12]
- 2019–2024: Dr. Pénzes Tiborc Szabolcs (független)[13]
- 2024– : Győrfiné dr. Hajdú Szilvia (Fidesz-KDNP)[1]

A 2006. október 1-jén megtartott polgármester-választás érdekessége volt, hogy bár több mint 2500 lakos járult az urnákhoz, egyetlen szavazatnyi különbség döntött az első és a második helyezett – a győztes Búzás János és Sztán István független jelöltek – között (863:862), és a választás harmadik, úgyszintén  független indulója, Kovács Tamás is csak kevéssel lemaradva (804 szavazattal) végzett a harmadik helyen. A rendkívül szoros eredmény nyilván rányomta a bélyegét a helyi közéletre az elkövetkező időszakban is: Búzás polgármester ugyanis alig másfél év után lemondott, emiatt pedig 2008. július 13-án időközi polgármester-választást kellett tartani a városban. A választáson Sztán István és egy negyedik aspiráns indult a tisztségért, de előbbi magabiztos győzelmet aratott, mindössze két szavazata hiányzott a kétharmados, minősített többségű eredmény eléréséhez.

### A 2019-es önkormányzati választás eredménye
- A polgármester-választás eredménye[15]

| Jelölt neve                | Jelölő szerv. | Jelölő szerv.                        | Szavazatok száma | Szavazatok aránya |
| -------------------------- | ------------- | ------------------------------------ | ---------------- | ----------------- |
| Dr. Pénzes Tiborc Szabolcs |               | Független                            | 1177             | 44,94%            |
| Sztán István               |               | Független                            | 1003             | 38,3%             |
| Végvári Tamás              |               | DK – Jobbik – LMP – MSZP – Párbeszéd | 255              | 9,74%             |
| Csányi Géza László         |               | Galga Moped Klub                     | 184              | 7,03%             |
| Összesen                   |               |                                      | 2619             | 100%              |

- A képviselőtestület-választás eredménye[16]

| Párt | Párt        | Mandátumok | Képviselő-testület | Képviselő-testület | Képviselő-testület | Képviselő-testület | Képviselő-testület | Képviselő-testület | Képviselő-testület | Képviselő-testület | Képviselő-testület |
| ---- | ----------- | ---------- | ------------------ | ------------------ | ------------------ | ------------------ | ------------------ | ------------------ | ------------------ | ------------------ | ------------------ |
|      | Független   | 9          | P                  |                    |                    |                    |                    |                    |                    |                    |                    |
|      | Fidesz–KDNP | 1          |                    |                    |                    |                    |                    |                    |                    |                    |                    |

## Népesség
A település népességének változása:
| Lakosok száma | 6163 | 6168 | 6204 | 6148 | 6116 | 6129 |
|               | 2013 | 2014 | 2021 | 2022 | 2023 | 2024 |

A 2011-es népszámlálás során a lakosok 86,4%-a magyarnak, 1,1% cigánynak, 0,8% németnek, 0,6% románnak, 0,4% ruszinnak, 0,3% szlováknak mondta magát (13,6% nem nyilatkozott; a kettős identitások miatt a végösszeg nagyobb lehet 100%-nál). A vallási megoszlás a következő volt: római katolikus 36,4%, református 5,7%, evangélikus 17,3%, görögkatolikus 0,6%, felekezeten kívüli 12% (25,8% nem nyilatkozott).
2022-ben a lakosság 91,4%-a vallotta magát magyarnak, 1,5% cigánynak, 0,9% németnek, 0,3% románnak, 0,2% ukránnak, 0,2% szlováknak, 0,1% szerbnek, 4% egyéb, nem hazai nemzetiségűnek (8,4% nem nyilatkozott; a kettős identitások miatt a végösszeg nagyobb lehet 100%-nál). Vallásuk szerint 29% volt római katolikus, 16,5% evangélikus, 5,1% református, 0,8% görög katolikus, 0,1% izraelita, 0,1% ortodox, 1,8% egyéb keresztény, 0,9% egyéb katolikus, 11% felekezeten kívüli (34,4% nem válaszolt).

## Nevezetességei
- Podmaniczky-kastély: az U alaprajzú, barokk és copf stílusú kastély középrésze egyszintes, szárnyai kétszintesek. A középrészt 1721-ben, a szárnyakat 1772-ben adták át. A nyugati szárny dísztermének freskóit Kracker János Lukács és Zách József festette 1776-ban.
- A Podmaniczky–Széchényi-kastély (Zöld-kastély) téglalap alapú, egyemeletes, középrizalitos, késő barokk épület, amelyet a 18. század végén illesztettek a Podmaniczky-kastély északi sarkához. Az épületet 1920-ban gróf Széchenyi Gyula vásárolta meg.
- Petőfi Múzeum a volt evangélikus iskola épületében (Szontágh lépcső 2.)
- Kovács Ferenc kétszeres Munkácsy Mihály-díjas szobrászművésznek a fiatal Petőfit ábrázoló mellszobra a múzeum előtt
- A Podmaniczky I. János megrendelésére Antonius mester által épített, a város fölé emelkedő dombon álló barokk evangélikus templomot 1727-ben szentelték fel. A homlokzati tornyos, keletelt (lásd:keletelés) barokk templom két fő érdekessége a faragott faszobrokkal díszített oltár és a márvány keresztelőmedence. A templom mellett áll az új evangélikus gimnázium 1997-ben átadott épülete.
- Szentháromság-templom: Aszód nyugati részén, az egykori Tabán téren áll a római katolikus Szentháromság-templom. Az egyhajós, homlokzati tornyos, barokk épületet 1750-ben szentelték fel.
- A település fejlődésével a zsidó temető nagyjából a város mértani középpontjába került. A zömében 18–19. századi sírkövek fölé magasodó Schossberger-mauzóleumot báró Schossberger Rezsőné megbízásából Baumhorn Lipót tervezte 1913-ban. Az 1996-ban fölújított Mártírok Emlékművén a holokauszt áldozatainak nevét vésték márványba.
- A Petőfi Sándor Gimnázium, Gépészeti Szakközépiskola és Kollégium Schulek János építész tervei alapján emelt, két emeletes épületét 1931-ben adták át. Jelenleg a vármegyei önkormányzat két tannyelvű (francia) gimnáziumának, általános tagozatának és egy szakközépiskolának ad otthont. Az udvarán álló, 1939-ben leleplezett egész alakos Petőfi-szobor Morzsa-Morhardt Gyula műve.
- Közép-Európa első fiúnevelő intézetét 1884-ben alapította Pauler Tivadar igazságügyi miniszter a fiatalkorú bűnelkövetők nevelésére, oktatására, képzésére. Az intézetben többféle oktató-nevelő intézmény kapott helyet: általános iskola, szakiskola, speciális szakiskola, mezőgazdasági részleg (tangazdasággal és tanműhellyel). 1996. május 1. óta ez Magyarországon az egyetlen olyan intézmény, amelyben a fiatalkorúak bíróságán 1–3 évre ítélt, 14–19 éves fiúk komplex és differenciált fejlesztésével próbálkoznak. Az épület előzetes egyeztetés után tekinthető meg.

- Az Evangélikus Egyház Aszódi Petőfi Gimnáziuma és Kollégiuma Nagy Tamás Ybl-díjas építész tervei alapján 1997-ben készült el.
- A Fő téren emelt első világháborús emlékművet (Morzsa-Morhardt Gyula alkotását) a második világháború után lebontották; a helyén 1989 óta a két világháború áldozatairól együtt megemlékező háborús emlékmű áll. A tér fontosabb épületei: polgármesteri hivatal, helyőrségi klub az egykori Korona étterem klasszicista épületében, stilizált homlokzat az egykori Petrovics-mészárszék emlékére (1998-ban építették).
- A Fő utca és a Fő tér sarkán nyíló Malom közben berendezett Elektromos Gyűjtemény – mint neve is mutatja – főleg villamos berendezéseket mutat be.
- A járási főszolgabíró egykori hivatalának épületében rendezték be a városi művelődési házat (a zeneiskolával és a könyvtárral). Az épület dísze a bejárat fölötti timpanonban Pest-Pilis-Solt-Kiskun vármegye homokkőből faragott, festett címere.
- A Fő utca fő érdekessége a 19. század elején-közepén kialakult zártsorú beépítés. Több épület homlokzatát párkányok, illetve stukkók díszítik. A legtöbb ház sárga, illetve zöld. A Fő u. 5. falán emléktábla tájékoztat arról, hogy diákéveiben itt lakott Petőfi Sándor.

## Képgaléria

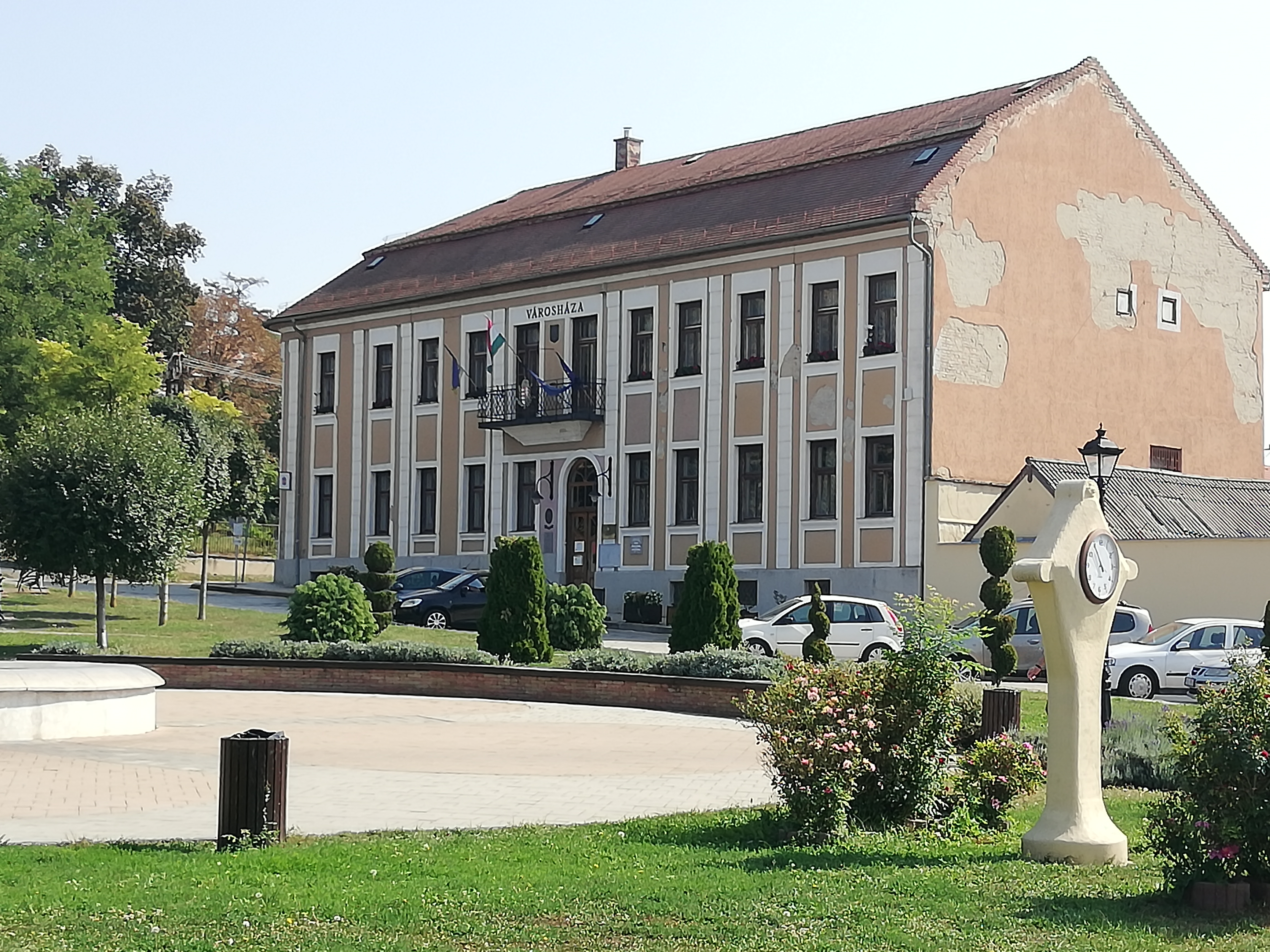
A Városháza az előtte kialakított díszparkkal
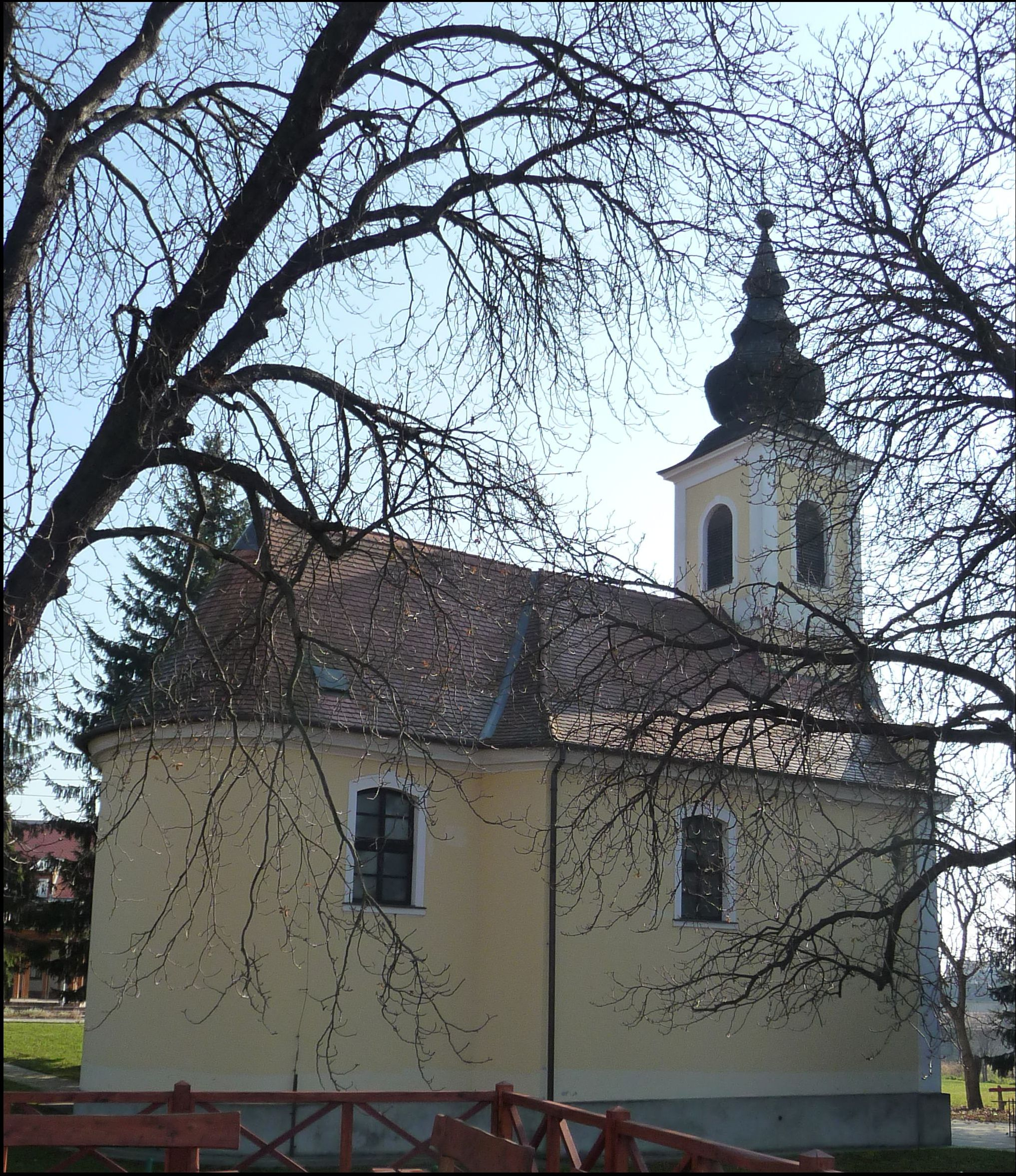
A Szentháromság-templom
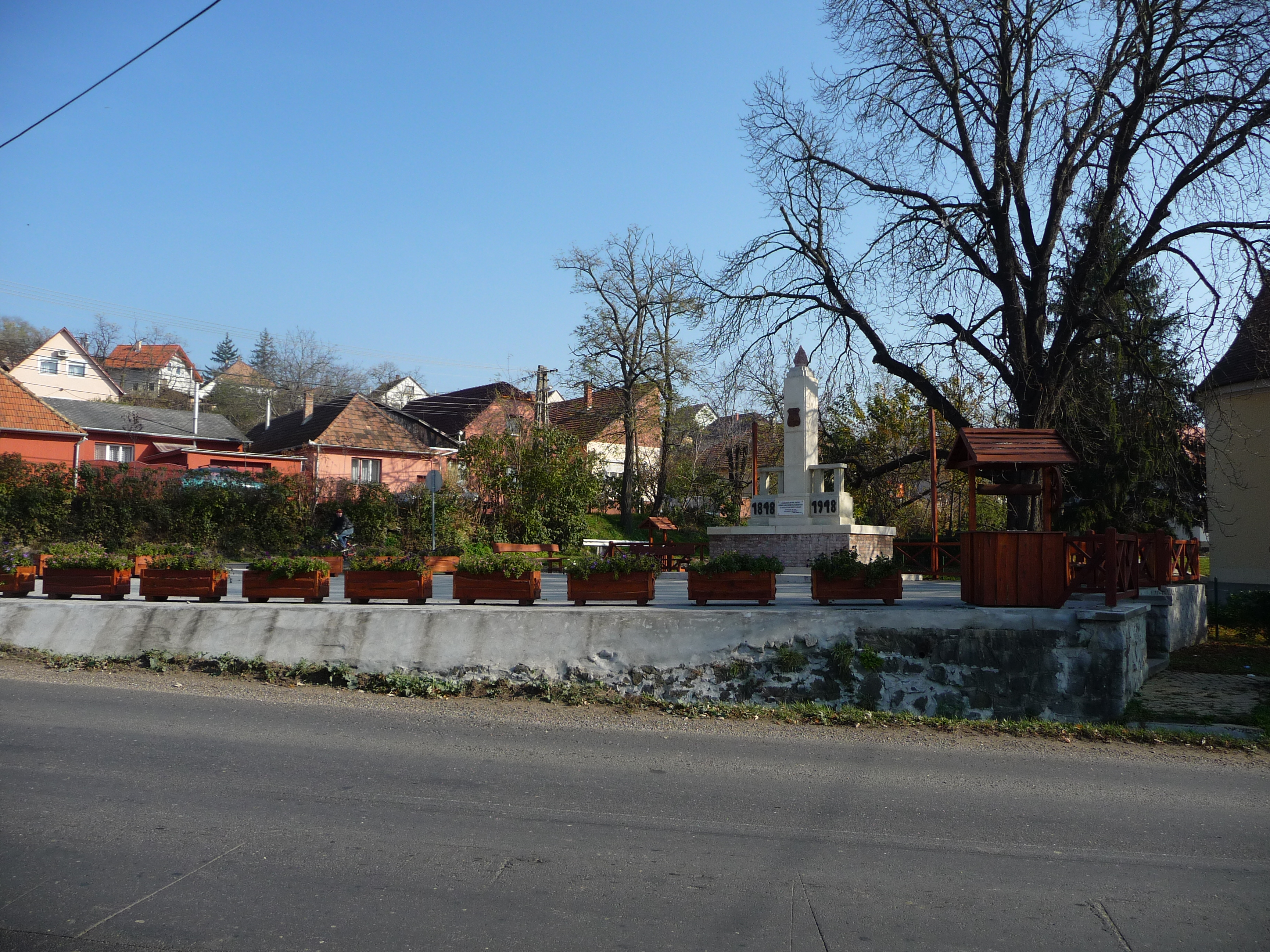
Az 1848-as emlékpark
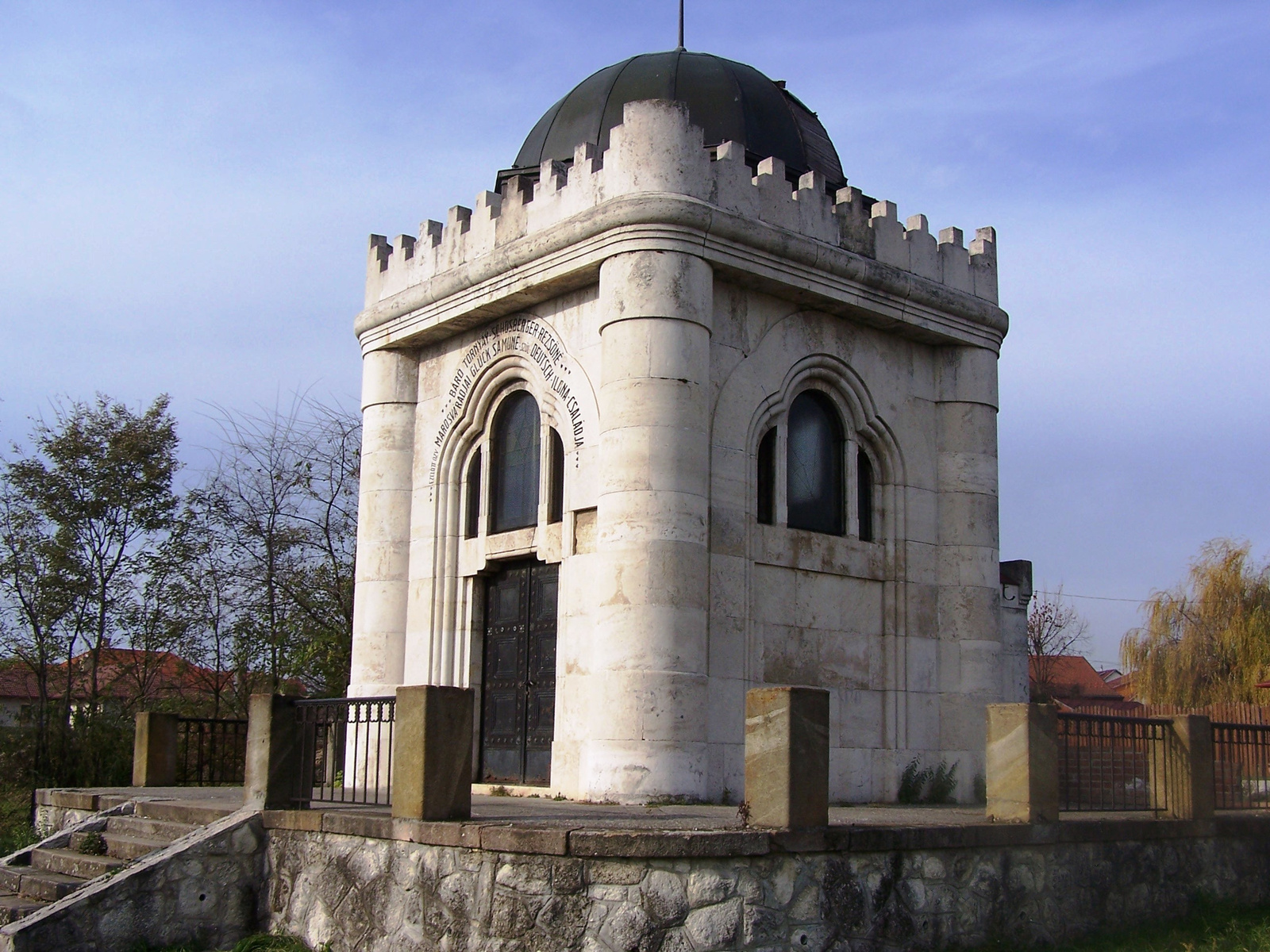
A Schossberger-sírkápolna (6895. sz. műemlék)
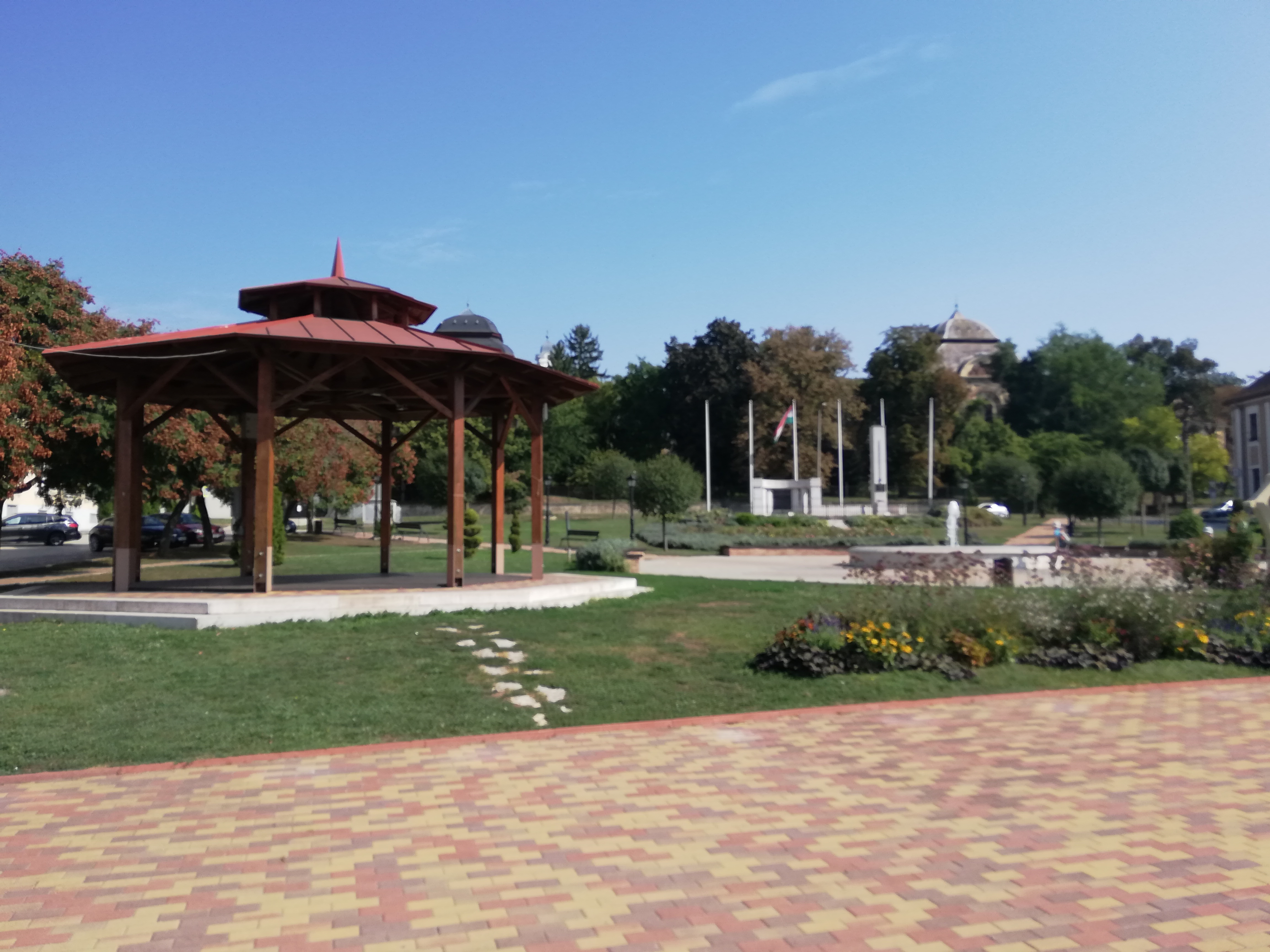
Díszpark a központban
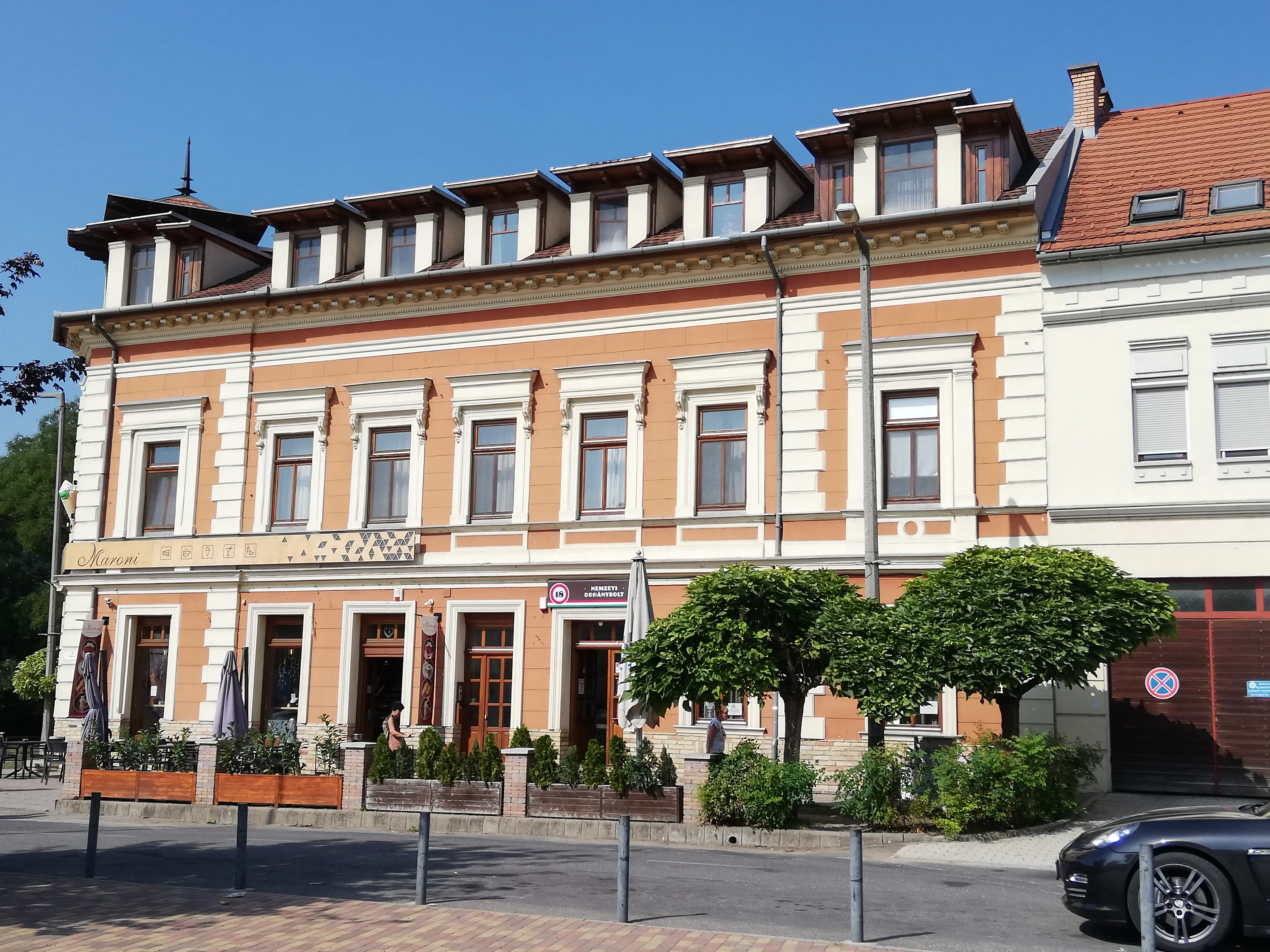
Szépen felújított nagypolgári lakóház Aszód főterén
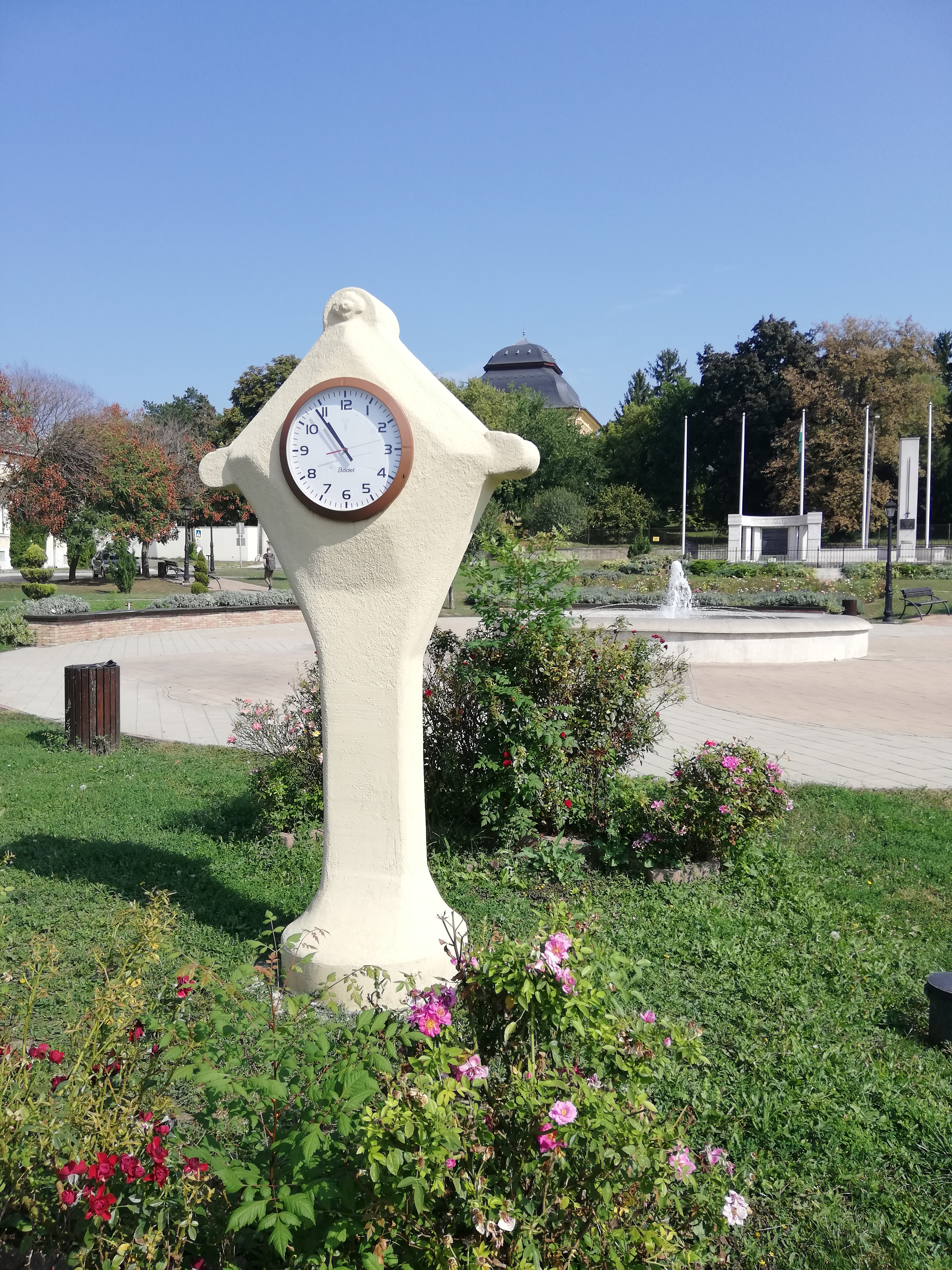
Díszóra Aszód főtéri parkjában
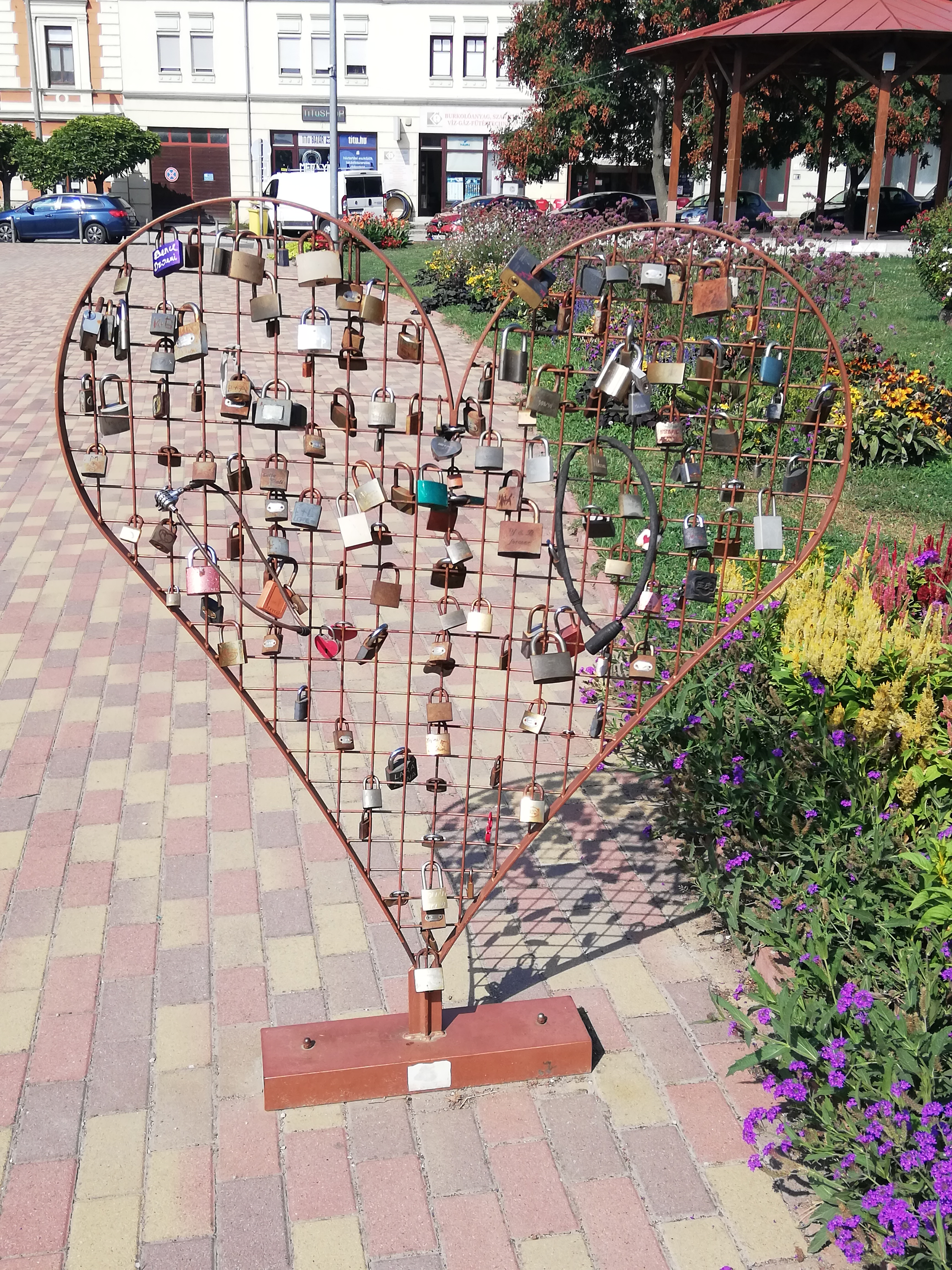
Szív alakú szerelemlakat-tartó állvány Aszód féterén
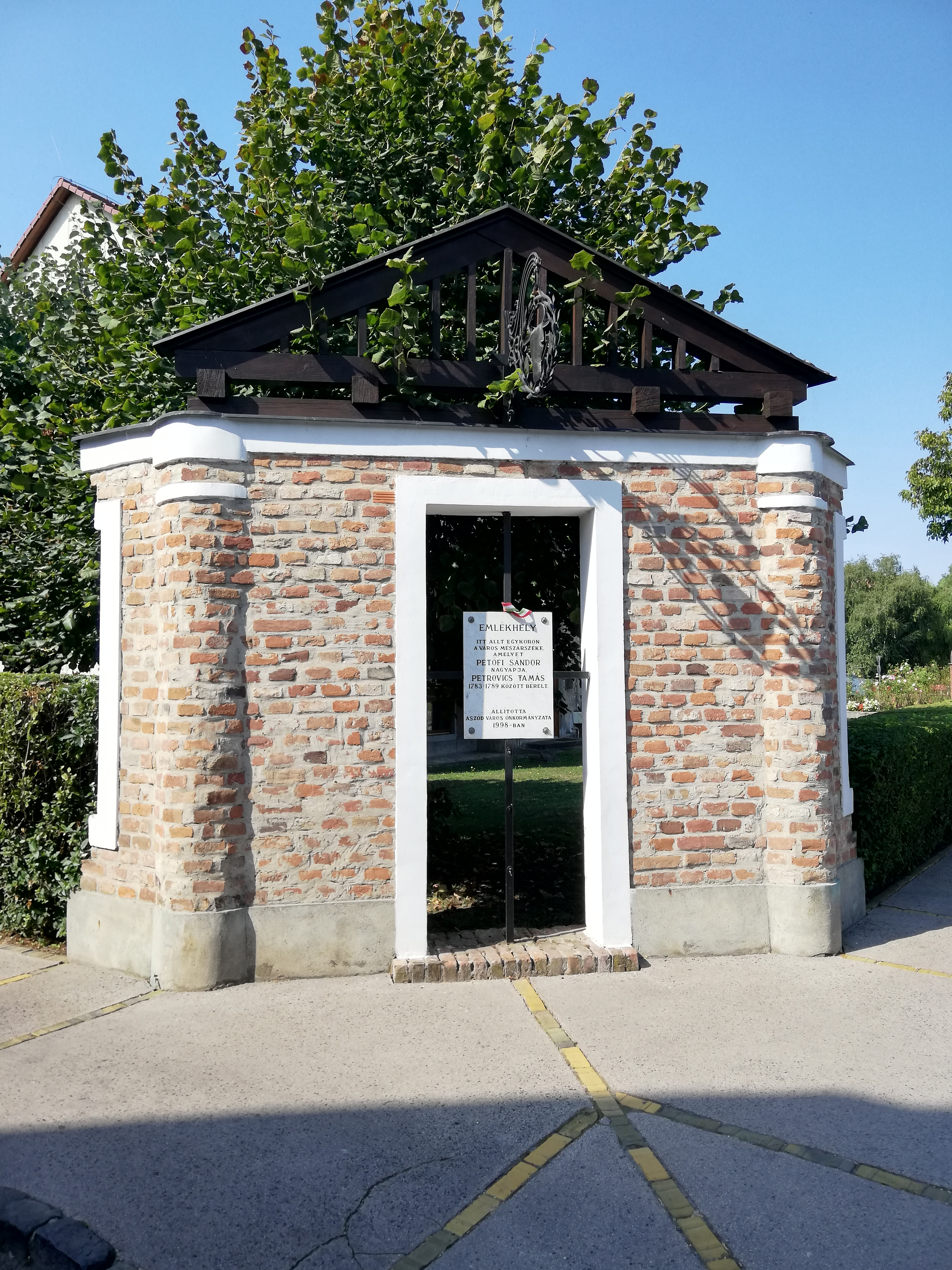
Petőfi emlékhely Aszód belvárosában
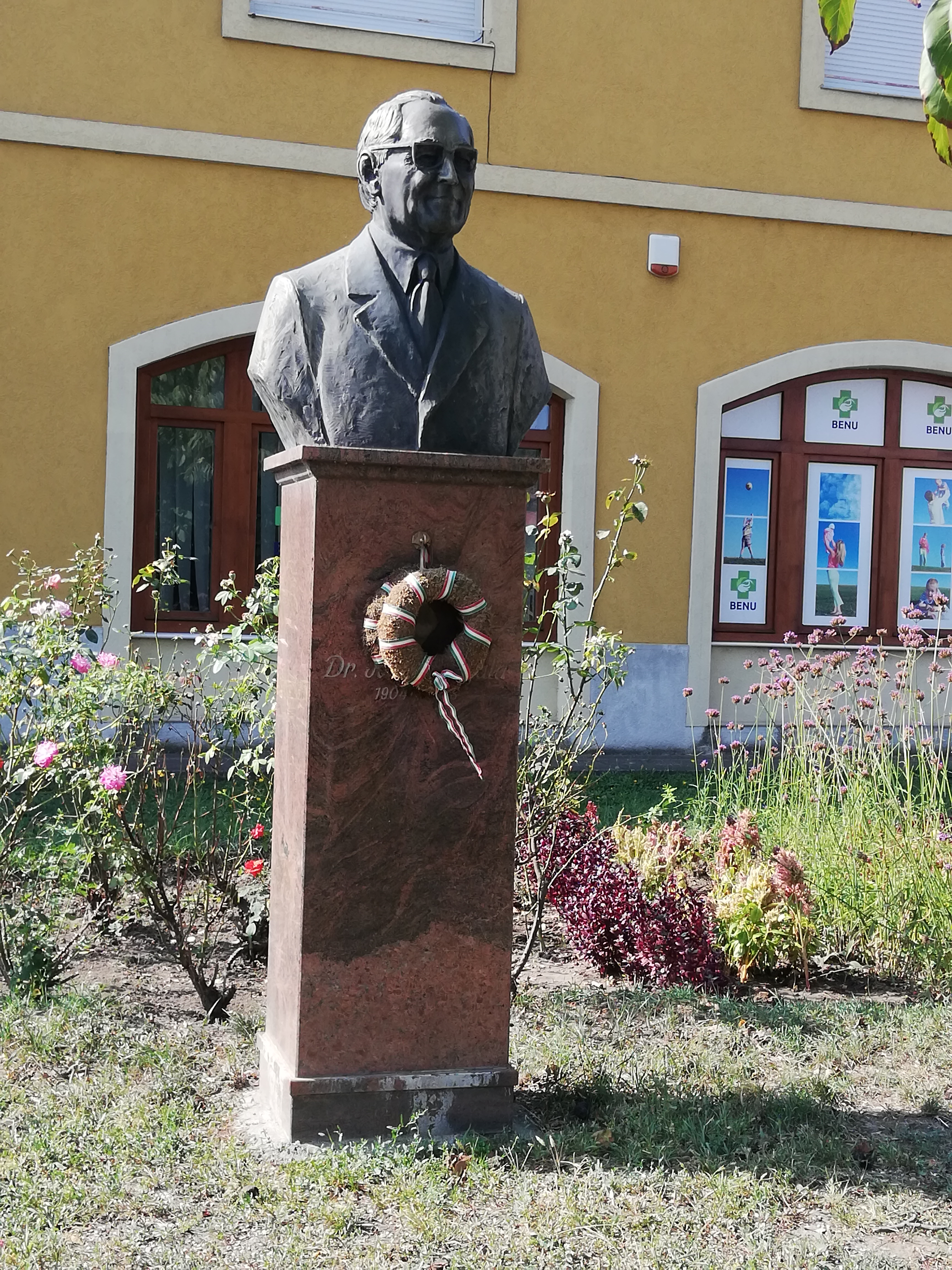
Kómár Gyula állatorvps mellszobra

## Sportélete
Labdarúgó-csapata az Aszódi FC.

## Híres lakói
- Aszódról származott Podmaniczky Frigyes, akit Krúdy Gyula Budapest „vőlegényének” nevezett.
- Itt töltötte diákéveinek egy részét Hajnóczy József.

- Itt született 1861-ben Berczeller Imre (névváltozata: Berczeller Dávid) szülész-nőgyógyász, kórházi főorvos
- Itt született Hevesi Simon, született Handler (1868. március 22.) magyar–zsidó hittudós teológus és filozófus, rabbi, egyetemi tanár.
- Itt született 1893-ban Csoór Lajos magyar újságíró, lapszerkesztő, lapkiadó, országgyűlési képviselő.
- Itt született 1929. február 18-án Horváth Ernő biológus, muzeológus.
- Itt született 1929. október 19-én Burger Kálmán kémikus, az MTA tagja.

- Ide járt iskolába 1836-tól 1839-ig Petőfi Sándor.
- Itt vette feleségül Jósika Miklós Podmaniczky Júliát.
- Itt járt gimnáziumba 1937-1938 folyamán Würtzler Arisztid magyar-amerikai hárfaművész.
- Itt járt gimnáziumba Huszárik Zoltán.
- Az 1940-es évek végén az aszódi gimnázium tanára volt Schéner Mihály.
- Itt járt egy ideig gimnáziumba Sára Sándor.
- Aszódi származású a híres operaénekes tenor, a város díszpolgára, Mukk József.

## Testvérvárosai
- Obernburg (am Main), Németország[19]
- Nyárádszereda, Románia[19]
- Miszmogyorós, Románia[19]

## Egyéb
Az aszódi római katolikus egyházközség a váci egyházmegyéhez, azon belül a hatvani esperesi kerülethez tartozik.